# Jorge López Sologaistoa
Jorge Luis López Sologaistoa (Quetzaltenango, 3 de agosto de 1969) es un guatemalteco Defensor de Derechos Humanos que aboga por el respeto de las Comunidades de la diversidad sexual y de género ( personas LGBTI ) y de quienes hacen trabajo sexual, fundador y actual director de OASIS, la primera organización por los derechos LGBTI en el país y miembro fundador de la primera marcha del orgullo en Guatemala en el año 2000 ahora "Disfile de la Diversidad Sexual e Identidad de Género de Guatemala"
Jorge ha enfrentado constantes ataques de desconocidos y del gobierno, que incluyen hostigamiento judicial según reportes de la Organización Mundial Contra la Tortura, un secuestro el 13 de mayo de 2003 y la ejecución extrajudicial de una de las trabajadoras de Oasis, según reporta Human Rights Watch e incluso un ataque armado en su contra en el 2012. Por estas razones, desde 2003 ha contado con medidas cautelares ordenadas por la Corte Interamericana de Derechos Humanos, en distintas ocasiones (las vigentes, desde el 3 de febrero de 2006).

## Biografía

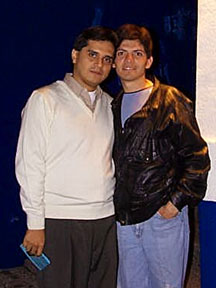
Jorge López Sologaistoa y Vinicio

Nace en Quetzaltenango el 3 de agosto de 1969, hijo de Jorge López de León y Aida Sologaistoa Porras cuando esta tenía 42 años, durante su juventud empieza a darse cuenta de su homosexualidad y sintiéndose en una sociedad muy conservadora decide mudarse a la ciudad de Guatemala donde inicia su causa humanitaria.
Según reportaba en entrevista con The Gully el 30 de octubre de 2000, comentaba tener una pareja estable, Vinicio Alvarado, con la cual llevaba ya cuatro años (y con quien tuvo una relación de más de nueve años), vivían juntos en la zona 1 de la ciudad de Guatemala cerca del Palacio Nacional de la Cultura, se desempeñaba como consultor de informática y redes, como Director Editorial de la revista ViceVersa y escritor de El Boletín.
En su vida como defensor de derechos humanos se desempeña como director de OASIS; también fue vicepresidente de la Coordinadora de Sectores de Lucha contra el Sida, Presidente alterno del mecanismo de cooperación de los proyectos del fondo mundial para Guatemala, Vicepresidente del Centro de Desarrollo Humano en Guatemala y Fundador de la Coalición de Organizaciones de la Diversidad Sexual en Centroamérica, entre otros cargos.
Jorge inició su trabajo humanitario al inicio de la década de 1990 cuando se involucró en actividades de atención a la epidemia de sida. En la ciudad de Guatemala, se asoció a otras personas que se encontraban en proceso de formar la Asociación de Talleres Holísticos de Guatemala, que posteriormente consolidaron con el nombre de OASIS y obtuvieron reconocimiento jurídico en 1996.
Antes de descubrirse como defensor de derechos humanos, Jorge fue catedrático, gerente de informática y empresario; y, como muchos, hacía lo posible de subsistir en un ambiente hostil a la homosexualidad, que lo orillaba a tener una dolorosa doble vida, con tal de no perder prerrogativas sociales. Buscando la plenitud que su sociedad no le había permitido alcanzar, migró por un breve tiempo a los Estados Unidos, pero tampoco se sintió cómodo teniendo el riesgo de recibir discriminación por ser latino a cambio de poder expresar su identidad sexual; entonces regresó y continuó con sus ocupaciones en el área de la informática, las cuales fue abandonando al tomar responsabilidades comunitarias en favor de los derechos humanos. En 1999 asumió la vicepresidencia de OASIS, un año más tarde la presidencia y en 2003 la dirección ejecutiva. En ese tiempo ya había sido elegido vicepresidente de la Coordinadora de Sectores de Lucha contra el Sida y luego, le fue otorgada, en representación de la sociedad civil, la Presidencia Alterna del Mecanismo de Coordinación de País para los Proyectos del Fondo Mundial, desde donde gestionó, en compañía de otros sectores, la primera subvención (UDS40.9 millones), que llegó al país para atender la epidemia de sida y también firmó, junto al Ministro de Salud, el primer acuerdo de subvención de la iniciativa malaria, en 2005.
Con el cambio de siglo Jorge adquirió gran notoriedad debido a su labor social, en especial por denunciar crímenes de odio y por dar sepultura digna a víctimas mortales; pero al mismo tiempo comenzó a recibir ataques, incluso ataques armados, y otras formas persecución. Jorge había sido secuestrado en 2003, luego de hacer talleres de derechos humanos en varias comisarías de la Policía Nacional Civil. En 2005, fue asesinada su asistente de comunicaciones, presumiéndose que el crimen habría sido una ejecución extrajudicial, perpetrada por policías. En noviembre de 2008, al regresar de una gira de denuncias por Europa, Jorge descubrió que había sido indebidamente acusado de intento de asesinato; su acusadora fue una fiscal del Ministerio Público a quien él había denunciado, unos meses antes, por violar derechos humanos. Valientemente Jorge decidió entregarse a la justicia y luchar por demostrar su inocencia. Con el acompañamiento de las Brigadas Internacionales de Paz, logró atraer la atención de diplomáticos del Reino de los Países Bajos, Suecia, la República Federal de Alemania y los Estados Unidos, y de entidades como Human Rights Watch, Amnistía Internacional y Human Rights First, que junto a UDEFEGUA y la Procuraduría de los Derechos Humanos, se constituyeron en observadores del debido proceso. La fase de investigación duró casi un año, tiempo durante el cual Jorge se defendió sin desatender sus actividades humanitarias, pero bajo arresto domiciliario.
El 29 de septiembre de 2009, un juez sobreseyó el caso, a favor de Jorge, e hizo constar que el Ministerio Público no había aportado medios de prueba idóneos ni pertinentes para sustentar la acusación, y que tampoco habían sido investigados los elementos de descargo presentados por la defensa. Jorge recobró su libertad, pero quedó bastante afectado por la criminalización de la que fue víctima.
Durante los últimos años, Jorge ha realizado su trabajo, bastante afectado, por lo que él considera “una persecución para hacerlo claudicar”; pero incansablemente continúa denunciando la incapacidad del Estado para hacer valer los derechos y libertades garantizados en la Constitución de la República de Guatemala. Jorge ha logrado llamar la atención de relatores especiales de la Organización de las Naciones Unidas, quienes han conocido y citado, en sus reportes, las denuncias de ejecuciones extrajudiciales y de otras graves violaciones a los derechos humanos, interpuestas por él, las cuales han sido del conocimiento de la Comisión de Derechos Humanos del Congreso de la República, a través de los informes anuales circunstanciados del procurador de los Derechos Humanos.
El 10 de abril de 2012, Jorge presentó a la Oficina de la Alta Comisionada de las Naciones Unidas para los Derechos Humanos, el “Informe de OASIS sobre la Situación de los Derechos Humanos de las Comunidades de la Diversidad Sexual y de Género en Guatemala”, donde evidencia que no ha sido implementada ninguna de las tres recomendaciones relativas a la orientación sexual y la identidad de género, emanadas del Examen Periódico Universal (EPU), al cual Guatemala se sometió en el seno del Consejo de Derechos Humanos, en 2008.
Además de denunciar crímenes de odio y violaciones a los derechos humanos, Jorge ha realizado, con pasión, y con el acompañamiento eventual de otros visionarios, una amplia gama de acciones, entre las que destacan: atención comunitaria a víctimas en sus procesos de sobrevivencia, sepelio digno a víctimas mortales, repatriación de cadáveres de víctimas extranjeras, apoyo a casos de asilo en Norteamérica y Europa, manejo de infecciones sexualmente transmisibles, formación y fortalecimiento de organizaciones de base comunitaria locales y regionales, y diversas formas de incidencia pública. En el campo científico Jorge realiza investigación social y epidemiológica y también orienta proyectos de investigación para estudiantes universitarios, previo a que opten a sus títulos académicos en facultades de psicología, medicina y derecho.

### Oasis
En 1993 se funda Asociación de Talleres Holísticos, una organización donde se impartían talleres de 9 sesiones en los que se trataban temas que abarcaban desde la autoestima, la historia de la homosexualidad, hasta la prevención de ITS. Al final de las 9 sesiones, se daba un diploma que acreditaba a quienes asistían, organización que luego sería OASIS (Organización de Apoyo a una Sexualidad Integral frente al sida), entre sus miembros se cuentan a varios personajes entre los que destacan Jorge López Sologaistoa, Carlos Romero Prieto y César Galindo, Coordinador de la División VICITS, de la Unidad de VIH del Centro de estudios en Salud de la Universidad del Valle de Guatemala, a esta organización pertenecían personas de clase media y alta y que buscaba proveer un ambiente seguro para las personas de la diversidad sexual y luego para las personas de la diversidad de género. Inicia con fondos propios de sus fundadores que pretenden enfrentar la epidemia del VIH y sida, con forme el tiempo empiezan a recibir fondos para la implementación de diferentes programas para la prevención de infecciones transmisibles sexualmente y se enfocan en poblaciones vulnerables a la exclusión social, como lo son personas trabajadoras sexuales y poblaciones trans.
Por esa época las personas trans trabajadoras sexuales empiezan a acercarse a OASIS para protegerse, pero la noche del 7 de octubre de 1997 María Conchita (Luis Palencia), asociada de OASIS, es ejecutada extrajudicialmente a pocos pasos de la sede de OASIS en la esquina de la 5 avenida y 11 calle de la zona 1. En la Asociación comienza el debate sobre cómo abordar el tema y se empieza a dividir en dos grupos: el grupo conservador es partidario de no actuar por miedo a las represalias y el grupo emergente, el de aquellos con menos recursos, algunos de los cuales venían de la izquierda y que habían sido exiliados políticos o guerrilleros en la Guerra Civil de Guatemala que culminó con los acuerdos de paz en 1996, que proponían alzar la voz. Se organizó una caminata de silencio, en la que se llevaron velas y un arreglo floral al lugar donde habían ejecutado a Conchita que luego se dirigió por la quinta avenida en una procesión de luz hasta la plaza central donde se hizo un plantón.
Al día siguiente salía la noticia en primera plana de El Periódico y días más tarde, el 11 de octubre la famosa columnista de Prensa Libre, Carolina Vásquez Araya publica una columna llamada “Mataron a la Conchita”. En las semanas siguientes se reportaron varias muertes más entre los que se contaban a trabajadoras sexuales trans e iconos de la cultura Gay de la época. No se ha logrado aclarar si hubo conexión directa o no entre los asesinatos.
Muchos de los miembros de OASIS se deciden separar y formar sus propias organizaciones por diferencias ideológicas, programáticas y financieras, para el año 2013 todas las organizaciones en pro de la diversidad sexual legalmente constituidas en el país están formadas por al menos un exmiembro de OASIS, entre las cuales destaca REDNADS (Red Nacional de Diversidad Sexual y VIH de Guatemala) de Carlos Romero Prieto y el CAS (Colectivo Amigos contra el Sida) de la cual es parte Galindo, y que a su vez financia pequeñas organizaciones emergentes, fundadas por personas en su mayoría ajenas a OASIS.
La separación de estos miembros crea conflictos entre las mismas organizaciones por lo cual OASIS reduce sus servicios sociales y actualmente trabaja con un presupuesto más modesto, dedicándose a la defensa de los derechos humanos de las Comunidades de la Diversidad Sexual y de Género, denunciando abusos a las personas LGBT y realizando ceremonias de unión de parejas del mismo sexo, aunque las mismas no son reconocidas por el estado de Guatemala.
La separación de las organizaciones generan desde 2012 la división entre los grupos, cada una con sus propios intereses y se separan creando así, por primera vez dos desfiles marcados por la separación, en la que a ambos asisten similares cantidades de personas, pero se identifica que grupo es mantenido por su base comunitaria y cual posee el financiamiento en ese momento, aunque en el 2013 algunas organizaciones cambian de marcha y se unen organizaciones nuevas se repite la separación, aunque solo logran una pequeña cantidad de personas, mientras que en la principal se reúnen más de 10,000 personas que acompañan a OASIS y a otras organizaciones.

## Ataques y denuncias

### Denuncia de Human Rights Watch (HRW)
El 21 de febrero de 2006 Human Rights Watch externa su preocupación sobre reiterados actos de violencia e intimidación contra mujeres transgénero, lesbianas y hombres gay en Guatemala y publica una carta al presidente Óscar Berger en la que le insta a que adopte las medidas adecuadas para garantizar una investigación inmediata, exhaustiva e imparcial de estos crímenes y para llevar ante la justicia a las personas responsables.
En la carta HRW expresa su preocupación por el ataque del 17 de diciembre que se saldó con la muerte de Juan Pablo Menéndez Cartagena (conocido como Paulina) quien era asistente de comunicaciones en OASIS y las graves heridas de Kevin Robles (conocido como Sulma), voluntaria de la misma organización, quienes caminaban por la Zona 1 de Ciudad de Guatemala en la madrugada del 17 de diciembre, cuando se les aproximaron cuatro hombres en motocicletas de la PNC y les ordenaron detenerse. Uno de ellos disparó dos veces en la cabeza a Paulina, quien murió casi inmediatamente. Él u otro de los ejecutores disparó tres veces contra Sulma, dejándola gravemente herida. Los testigos oculares de los hechos han declarado a OASIS que los atacantes eran miembros de la Policía Nacional Civil y esta no es más que la última evidencia de una serie de denuncias recibidas por Human Rights Watch.
HRW también reportaba que desde el ataque, OASIS registraba un aumento de la vigilancia policial de Sulma y otras trabajadoras sexuales transgénero, lo que les hizo temer por sus vidas e incluso se informó que la policía advirtió a Sulma que su vida corría peligro por haber presenciado el ataque. La oficina de OASIS y su personal también fueron objeto de vigilancia policial. Según OASIS, el Ministerio Público no había seguido investigando el ataque desde las averiguaciones preliminares, a finales de diciembre.
El 21 de diciembre de 2005, días después del ataque contra Paulina y Sulma, unos hombres, en un vehículo sin matrícula de circulación y con vidrios oscuros, robaron supuestamente a varios trabajadores sexuales gay a punta de pistola. El 7 de octubre de 2005, la trabajadora sexual transgénero Mishel (Juan Manuel Villa Soto) murió a consecuencia de una paliza tan violenta que su cabeza quedó aplastada.
OASIS le había informado a HRW que, en el 2005 en Guatemala, se produjeron al menos siete asesinatos de trabajadoras sexuales transgénero, incluidos los de Paulina y Mishel, y al menos seis asesinatos de hombres gay y mujeres transgénero que no eran trabajadores del sexo. Entre estos últimos casos se encuentran los de Flavio José Morales, asesinado a tiros el 12 de octubre en la Zona 3 de Ciudad de Guatemala; Luis Sicán, asesinado a tiros el 6 de noviembre en la 13 Calle de la Zona 1; y Héctor Osmín García, asesinado a tiros por un guardia de seguridad el 7 de octubre, mientras distribuía folletos de un salón de belleza. Según la Coordinadora Ciudadana por la Diversidad Sexual (CCDS), una ONG que trabaja por la eliminación de la homofobia y promoción de los derechos humanos, 19 mujeres transgénero fueron violentamente asesinadas entre enero y julio de 2004. Según los activistas locales de derechos humanos, ninguno de estos casos se ha enjuiciado.
El 13 de mayo de 2003, dos hombres secuestraron a Jorge López Sologaistoa, Presidente de OASIS, pero logró tirarse del vehículo, en movimiento, al que le habían forzado a entrar. El 23 de mayo de 2003, Sologaistoa y otro miembro de OASIS fueron perseguidos por cinco hombres en un vehículo. El 7 de julio de 2004, se recibieron tres llamadas telefónicas amenazantes y una perturbadora visita a la oficina de dos ONG de LGBT en la Ciudad de Guatemala: la CCDS y el Colectivo de Lesbianas Liberadas (LESBIRADAS). Los que llamaron propinaron insultos y amenazaron al personal de LESBIRADAS con ataques sexuales. El visitante preguntó específicamente por Claudia Acevedo, una de las directoras del grupo, y advirtió al grupo: "tengan cuidado de no ser tan públicas, porque como están las cosas, con todos esos maniáticos sueltos y con lo que les está sucediendo a las mujeres…"
Y le instan a cumplir los tratados internacionales que el país ha ratificado y la constitución para garantizar la vida, la justicia y la seguridad de estas personas.

### Denuncia de la Organización Mundial contra la Tortura (OMCT)
El 26 de enero de 2009 el Observatorio para la Protección de los Defensores de Derechos Humanos, programa conjunto de la OMCT y de la Federación Internacional de Derechos Humanos (FIDH) denunciaron sobre el persistente hostigamiento judicial del que estaba siendo víctima Jorge López Sologaistoa, el 23 de enero de 2009 este compareció a una audiencia judicial, ante el Juez Noveno de Instancia Penal, por tener una orden de aprehensión emitida el 4 de noviembre de 2008, solicitada por la Fiscal número 11 de delitos contra la vida y la integridad de las personas del Ministerio Público, indebidamente acusado de intento de asesinato en contra de una trabajadora sexual, en hechos ocurridos el 4 de julio de 2008. Jorge López Sologaistoa se entregó voluntariamente ante la justicia y el Juez Nery Oswaldo Medina Méndez resolvió que no procedía la tipificación del delito de intento de asesinato, pero a pesar de esto lo ligó a proceso por el delito de encubrimiento propio y le fue dictada prisión domiciliaria no vigilada.
El Observatorio expreso su temor que este hostigamiento judicial tenga como fin obstaculizar el trabajo de OASIS, en la promoción del respeto para la comunidad LGBT en Guatemala y que las acusaciones en su contra fueron formuladas un mes después de que el 3 de octubre de 2008, este se presentara ante la Fiscalía de Delitos Administrativos del Ministerio Público (Subestación de Policía 11-14) para ratificar su denuncia en contra de funcionarios de la Policía Nacional Civil (PNC) y el Ministerio Público (MP), denuncia que había sido interpuesta por el Sr. López el 9 de septiembre de 2008, por persecución e intimidación a trabajadoras sexuales, que ellas denunciaron ante OASIS tras haber sido detenidas de forma ilegal por Agentes de la PNC y del MP, fotografiadas, y sometidas a amenazas, intimidaciones y tratos vejatorios. Tras estos hechos, se abrió un expediente de investigación.
Finalmente, el 29 de septiembre de 2009, el juez decreta el sobreseimiento del proceso en favor de Jorge López Sologaistoa lo que implica que se abandonan los cargos en su contra confirmando la falta de pruebas para vincularlo con el hecho sindicado.
El juez hace constar que el Ministerio Público no extendió la investigación a las circunstancias de descargo planteadas por la defensa y advirtió que no existe la posibilidad de incorporar nuevos elementos de prueba que tomen viable la reanudación de la persecución penal, ello por no darse los verbos rectores para tipificar el delito de Encubrimiento Propio, ni evidenciarse la participación de Jorge López Sologaistoa en el hecho delictivo.

### Denuncias contra el ejecutivo
En el 2013, como director de OASIS, pone una denuncia ante la Procuraduría de los Derechos Humanos (PDH) en contra del presidente Otto Perez Molina, la vicepresidenta Roxana Baldetti y el canciller de Guatemala Luis Fernando Carrera, por las declaraciones hechas por los mismos en el marco de la XLIII Asamblea General de la Organización de los Estados Americanos (OEA) en la que se pretendía aprobar la “Convención Interamericana contra el Racismo, la Discriminación Racial, y formas conexas de Intolerancia”, y la “Convención Interamericana contra toda forma de Discriminación e Intolerancia”, que según Insulza tenían como fin "reafirmar, actualizar y perfeccionar alguna de las nociones consagradas en la Convención Internacional sobre la Eliminación de Todas las Formas de Discriminación Racial de la ONU del 1965, consolidando y especificando para las Américas el contenido democrático de los principios de la igualdad jurídica y de la no discriminación”, las cuales el mandatario del país se negó a firmar expresando “Guatemala es un país conservador y por lo tanto está en contra del matrimonio entre homosexuales”, reconociendo haber coordinado con el nuncio apostólico y el presidente de la Alianza Evangélica las reservas del país, por las cuales se pone la denuncia aduciendo que estos funcionarios a través de sus declaraciones violentan los derechos humanos e inducen a actos violentos en contra de las personas LGBT además de usurpar funciones que le corresponden al Congreso de la república y la separación iglesia/estado garantizada por la constitución.